# Египтопитек
Египтопитекът (Aegyptopithecus zeuxis) е дребен примат живял преди около 29 млн. години в топлите гори, които са се намирали на мястото на днешната египетска пустиня. Там той намирал храна, убежище и прекрасно място за отглеждане на потомството си.
Това маймуноподобно същество египтопитек /Aegyptopithecus zeuxis/, смятано за предшественик на маймуните, човекоподобните маймуни и хората. Този вид живи същества обаче се оказват изсъхнало клонче на еволюцията, тоест сред сега съществуващите животни няма техни потомци. Египтопитекът притежава някои белези на най-висшите маймуни — човекоподобните. Тялото му е с по-големи размери от съществувалите преди него маймуни и зъбите му наподобяват зъбите на човекоподобните маймуни. Египтопитекът се придвижвал както чрез залавяне за клоните на дърветата, така и чрез ходене по земята.
Хората принадлежат на еволюционното клонче, което включва и гибоните, орангутаните, горилите и шимпанзетата. Преди около 40 милиона години, от тях са е отделили маймуните от Новия свят, например капуцините, мармозетките, мармозетките-пигмеи и червените ревящи маймуни. Обособяването на маймуните от Стария свят (гвенони, макаци, мандрили, бабуини и др.) станало около 15 милиона години по-късно.
- 0. Египтопитек (Най-старият представител на сегашните маймуни и хора)::
  - а). Парапитек
  - б). Дриопитек
- 1. Предшественик на човека (прачовек) – австралопитек.
- 2. Най-древен човек – архантроп. Известни са две последователни фази в еволюцията на архантропа:

- а) сръчен човек (Хомо хабилис);
- б) изправен човек (Хомо еректус).

- 3. Древен човек – палеоантроп.
- 4. Съвременен човек – неоантроп.